# Yarmuk

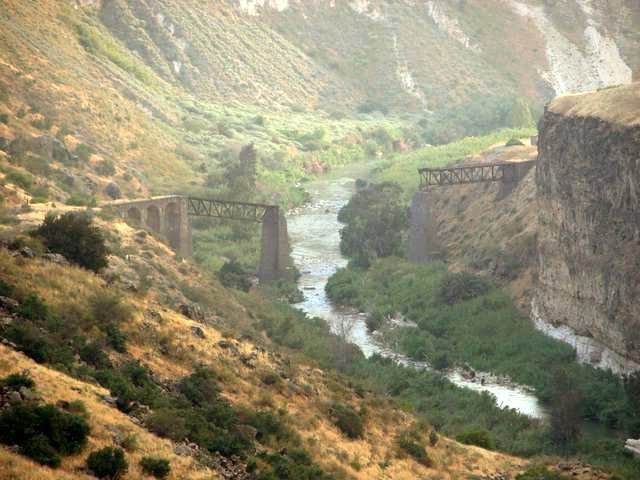
Riu Yarmuk. El pont, de la línia entre Palestina i Síria, va ser destruït el 1946 per la Haganà

El Yarmuk (àrab: اليرموك, al-Yarmūk; hebreu: הירמוך, HaYarmukh‎; grec antic: Ιερομύαξ, Ieromíax o Ἱερομύκης, Ieromikis) és el principal afluent del riu Jordà per l'esquerra, que corre per Síria i Jordània. Neix a la part sud-oest de l'Hauran (Síria) i desaigua al Jordà, uns 9 km al sud del llac Tiberíades. Forma en algun moment la frontera entre Síria i Jordània i marca el límit sud del Golan. És famós per la batalla del Yarmuk (636).
La guerrilla de la república de Kabàrdia-Balkària (Assemblea Yarmuk de Lluitadors Islàmics de Kabardino-Balkària) va prendre el seu nom d'aquest riu, però pensant en la batalla del 636.
Podria ser el «torrent» mencionat en 1r Macabeus 5:40 de la Bíblia.